# Schiedea
Schiedea är ett släkte av nejlikväxter. Schiedea ingår i familjen nejlikväxter.

## Bildgalleri

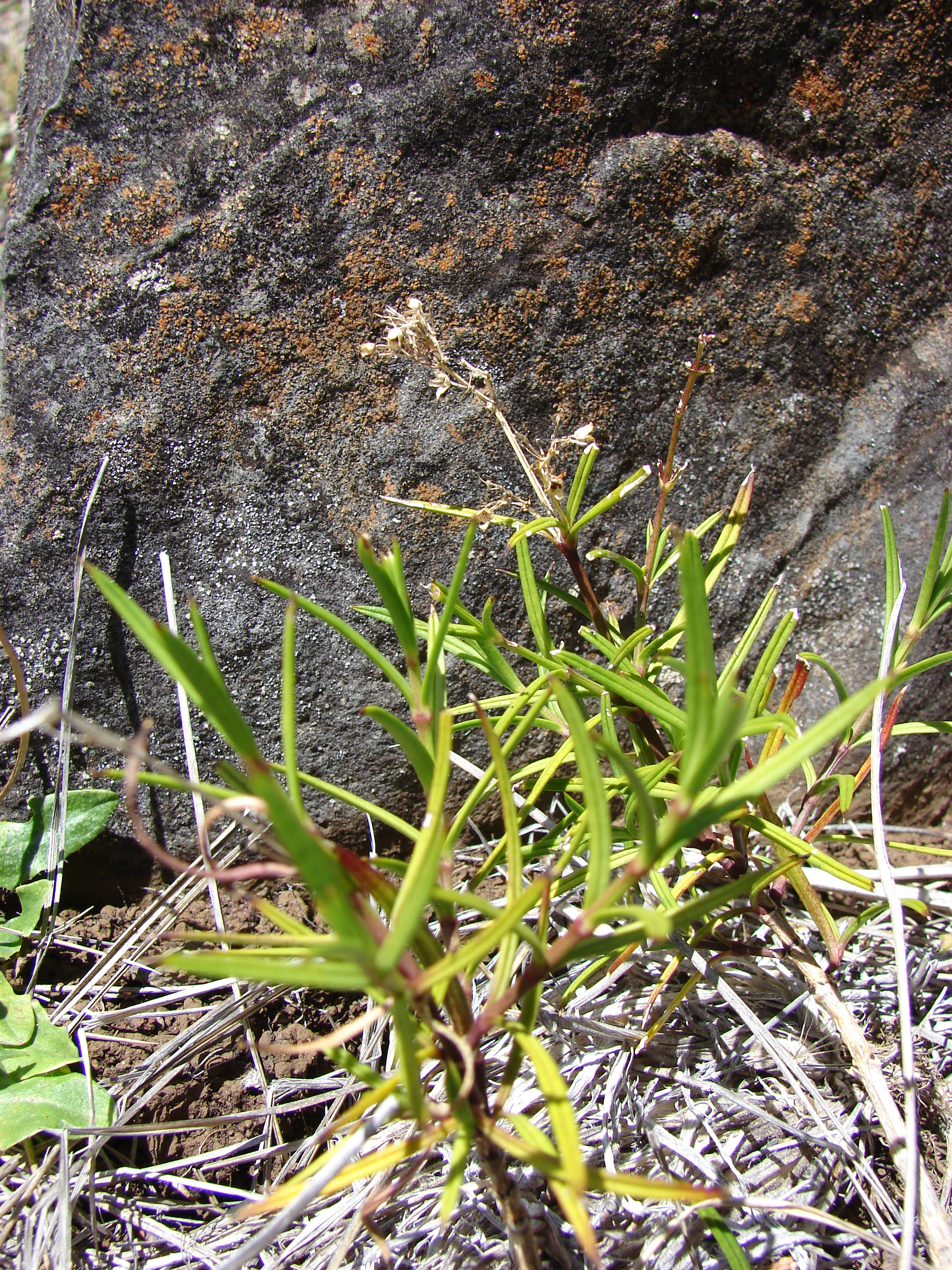

## Dottertaxa tillSchiedea, i alfabetisk ordning[1]
- Schiedea adamantis
- Schiedea amplexicaulis
- Schiedea apokremnos
- Schiedea attenuata
- Schiedea diffusa
- Schiedea globosa
- Schiedea haleakalensis
- Schiedea haupuensis
- Schiedea hawaiiensis
- Schiedea helleri
- Schiedea hookeri
- Schiedea implexa
- Schiedea jacobii
- Schiedea kaalae
- Schiedea kauaiensis
- Schiedea kealiae
- Schiedea laui
- Schiedea ligustrina
- Schiedea lychnoides
- Schiedea lydgatei
- Schiedea mannii
- Schiedea membranacea
- Schiedea menziesii
- Schiedea nuttallii
- Schiedea obovata
- Schiedea pentandra
- Schiedea perlmanii
- Schiedea pubescens
- Schiedea salicaria
- Schiedea sarmentosa
- Schiedea spergulina
- Schiedea stellarioides
- Schiedea trinervia
- Schiedea verticillata
- Schiedea viscosa